# مندیگک
مُنْدیگَک یک محوطه باستانی در افغانستان است که در ولایت قندهار در ۵۵ کیلومتری شمال‌غربی قندهار واقع شده‌است.
سابقهٔ آن به عصر برنز می‌رسد و از آن با عنوان دروازهٔ بین حوزهٔ فرهنگ نیاایلامی در فلات ایران و تمدن دره سند یاد شده‌است.

## تاریخچه

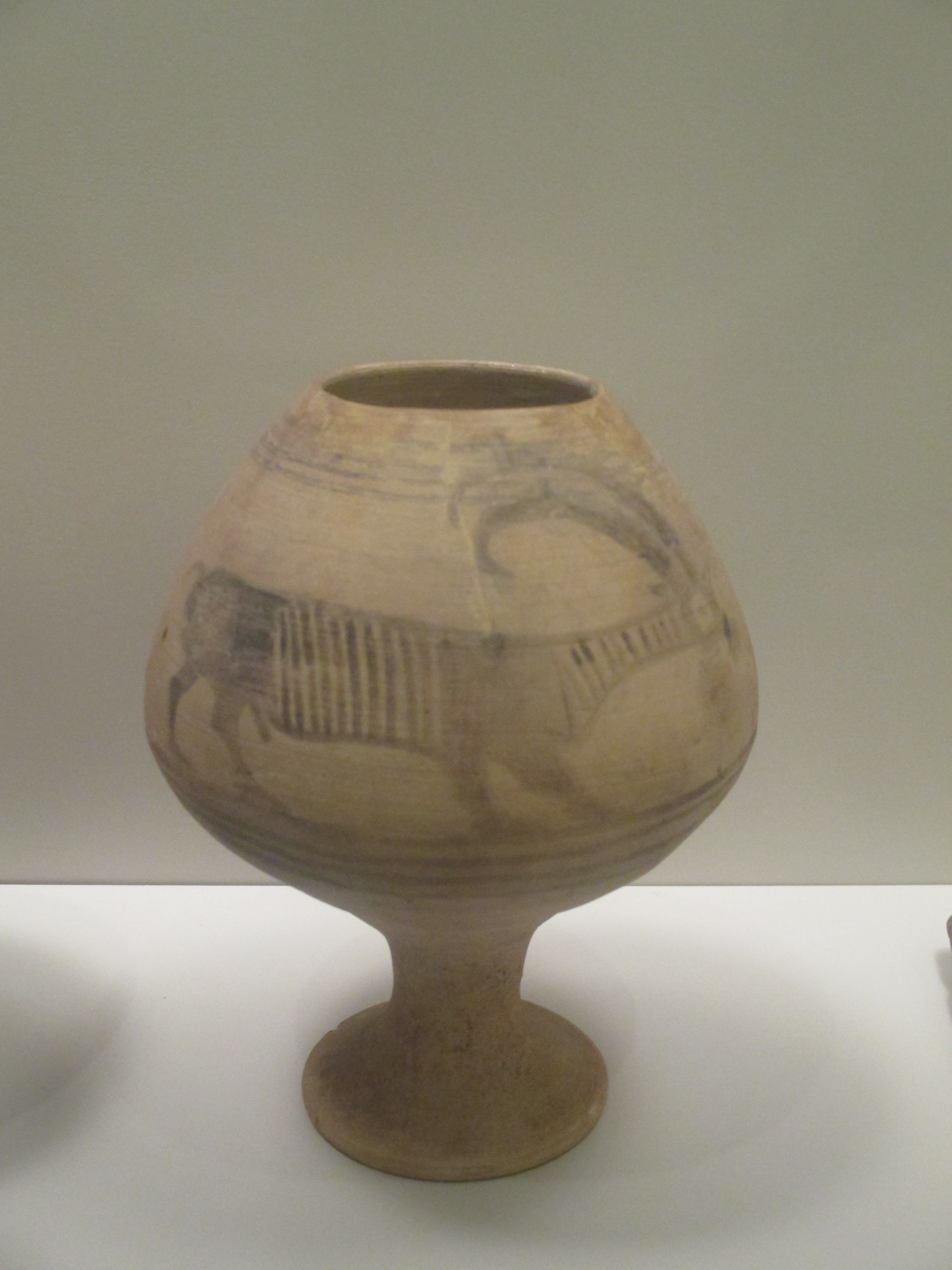
یک کوزه از عصر برنز کشف شده در مندیگک

مندیگک شهر بزرگ ماقبل تاریخ با توالی فرهنگی مهم از هزاره‌های ۵ تا ۲ قبل از میلاد بود. در دهه ۱۹۵۰ دانشمند فرانسوی ژان ماری کازال حفاری آنجا را آغاز کرد. طول این تپه قبل از حفاری ۹ متر بود.
ظروف و وسایل بدست آمده از مندیگک مربوط به هزاره ای سوم پیش از میلاد نشان می‌دهد که این شهر دارای روابط فرهنگی و تجاری با ترکمنستان، بلوچستان و تمدن دره سند بوده‌است.
مندیگک در جریان تمدن حوزه هیرمند (سیستان)، که به آن فرهنگ هیرمند نیز گفته می‌شود، شکوفا گردید.
این مکان با مساحت ۲۱ هکتار وسعت دومین شهر بزرگ تمدن هیرمند بود، اولین شهر این حوزه الی سال ۲۴۰۰ پیش از میلاد شهر سوخته با ۱۵۰ هکتار بود.
بمپور، در ایران، نزدیک به مندیگک بوده و آنها باهم دارای روابط تجاری بودند.
در حدود سال ۲۲۰ قبل از میلاد، هر دو شهر سوخته و مندیگک با از دست دادن اقتدار قابل توجهی در منطقه و با اشغال مختصر در تاریخ‌های بعدی، روند نزولی را آغاز کردند.

### روابط با دره سند
مندیگک دارای برخی موضوعات مربوط به تمدن دره سند است. این مطالب شامل بخشی از مجسمه‌های سرامیکی مارها، گاوهای نر کوهان دار و سایر موارد مشابه آنچه در دیگر شهرهای دره سند یافت می‌شود، می‌باشد.
ظروف سفالی که در، پیدا شده‌است، شباهت‌های زیادی با این ماده در کوت دیجی دارند. این ماده در اولین لایه کوت دیجی نشان استفاده شده‌است.

## معماری

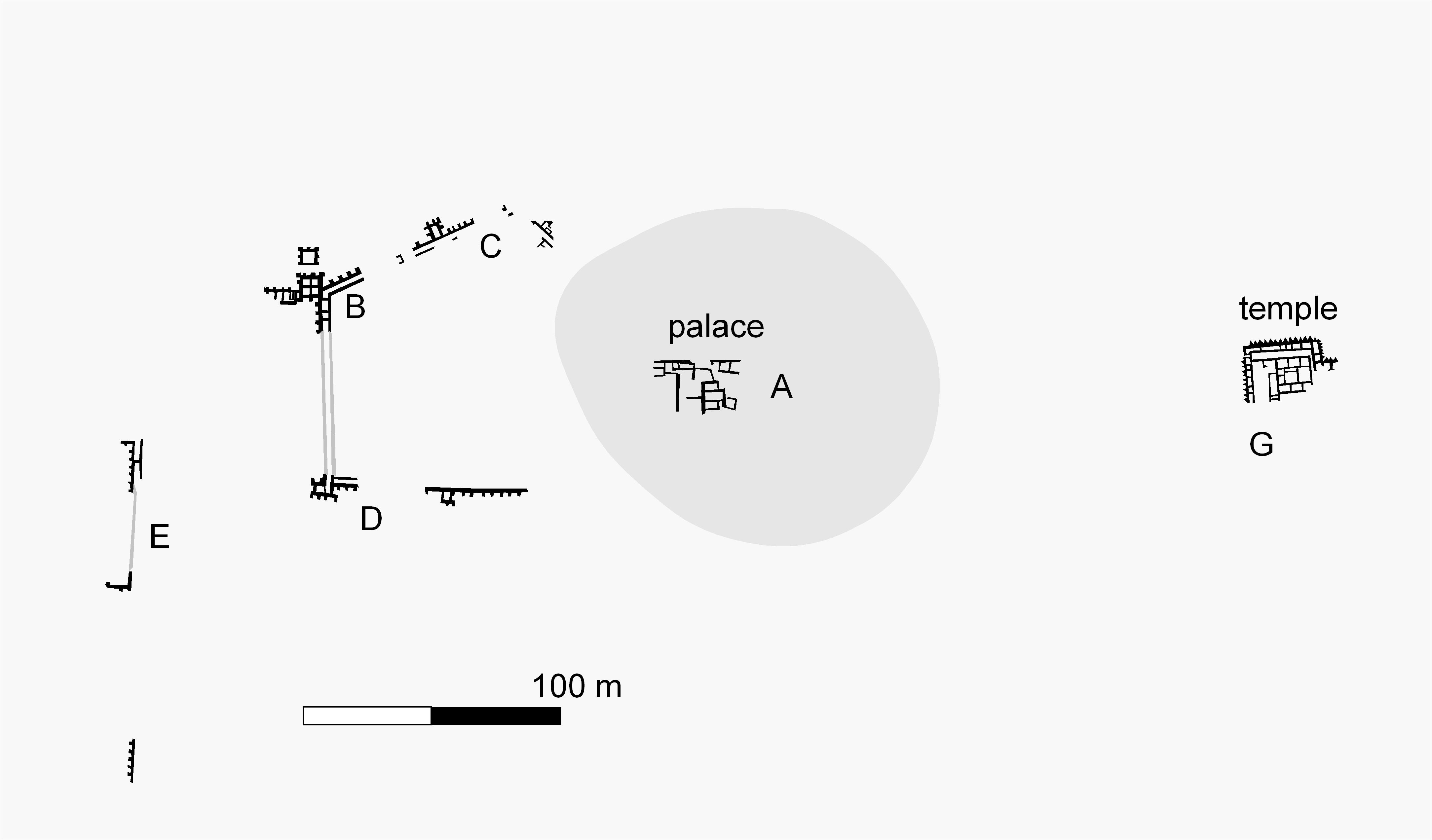
نقشه بقایای حفاری شده سطح چهارم مندیگگ

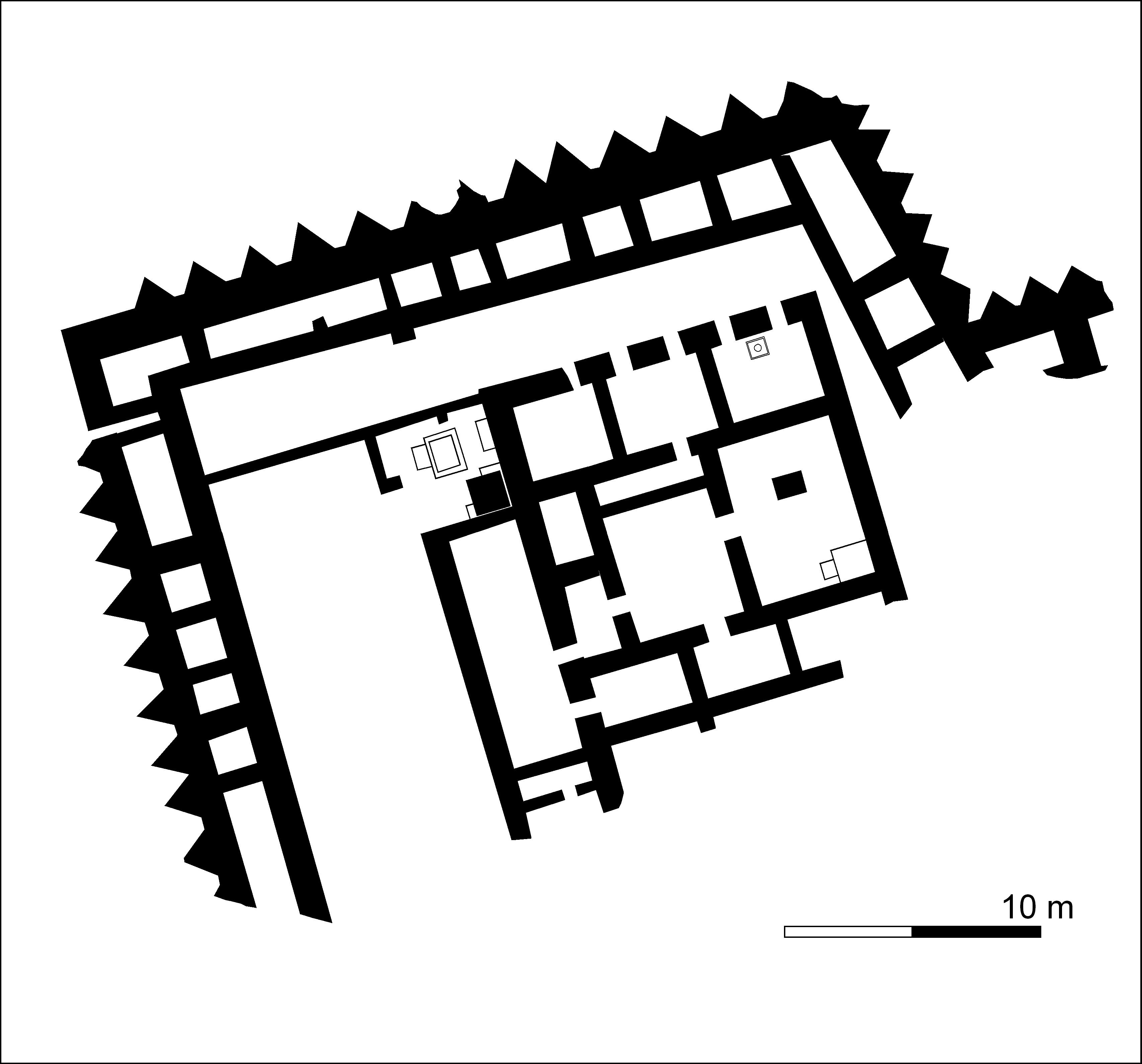
طرح معبد

شاخص‌ترین خصوصیت معماری یادمانی عصر برنز که شکل نماها است که آن‌ها را از خانه‌های معمولی مجزا می‌کند. روی نما جلویی بناهای یادمانی یا کوها تزئینات برجسته‌ای از خشت خام چیده می‌شد. در تپهٔ آ در مندیگک نمای بازمانده از دو سکوی پله‌ای کوتاه تشکیل شده‌است. تزئینات جلوی هر دوی این سکوها شامل دنباله‌ای از نیم‌ستون‌هایی با مقطع دایره‌ای است که ۱٫۶ متر ارتفاع دارند و یک کتیبهٔ تزئینی خشتی روی آن‌ها جای داده شده‌است.
بنای بزرگ تپهٔ G مندیگک نیز نمایی دارد که با شبکه‌ای متراکم از نوارهای ستون‌نما تزئین شده بوده‌است.
به جز ساختمانی در تپهٔ G در مندیگک که شالوده‌ای از سنگ آهک دارد، ساختمان‌های این دوره به‌طور مشخص با خشت خام ساخته شده‌اند.

## آثار و وسایل بدست آمده

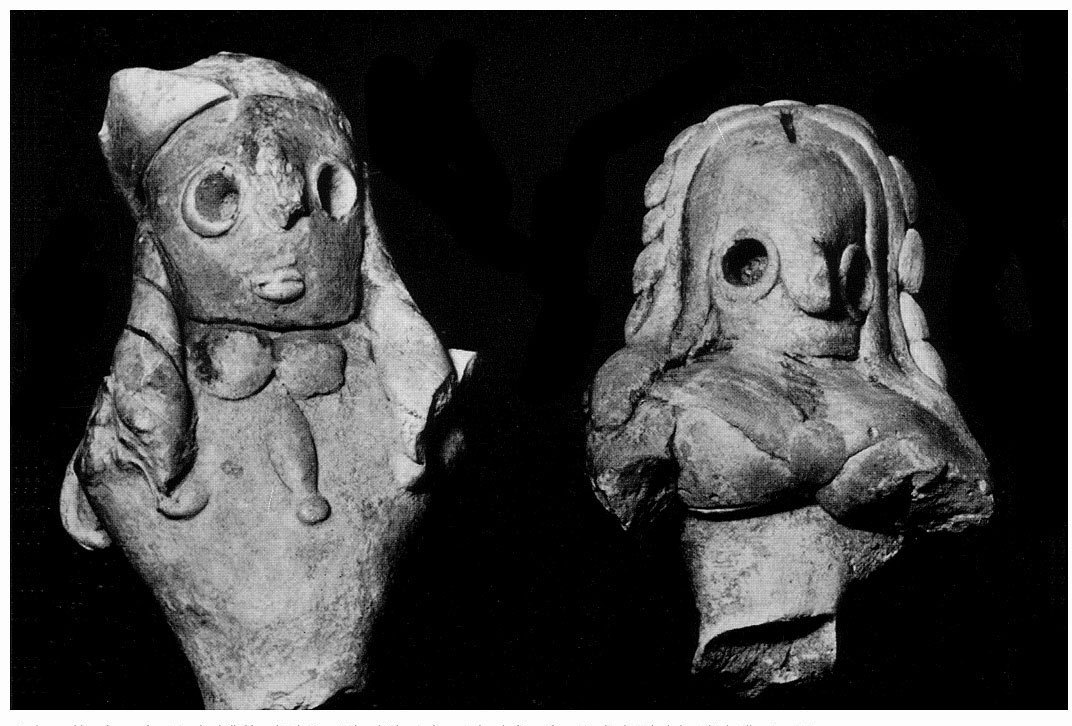
الهه مادر (سمت چپ) از مندیگک و تندیسی ازمنطقه ده مراسی (سمت راست) در قرن ۳ پیش از میلاد.

به غیر از ظروف سفالی و نقاشی شده، سایر مجسمه‌های یافت شده شامل گاو نر خام کوهی، تندیس‌های انسان، تبرهای برنزی و سفال‌های نوشیدنی برنز می‌باشد. نقاشی‌های روی گلدان‌ها بیشتر شامل تصاویر برگ انجیر و یک حیوان ببر مانند است. چندین مهر و نشان اداری از سنگ نیز در مندیگک بدست آمده‌است. مهرهای دایروی سفالی، مهر و تمبرهای مسی و سنجاق‌های مسی با حلقه‌های مارپیچی نیز بدست آمده‌است.
تندیس‌های مؤنث با ارتفاع ۵ سانتی‌متر (۲ اینچ) در مندیگک بسیار شبیه به مجسمه‌هایی هستند که در مکان باستانی دیگر در افغانستان به نام «ده مراسی غوندای» حدود ۳۰۰۰ سال قبل از میلاد یافت شده‌است.
مجموعه این آثار در مکان‌های ذیل نگهداری می‌شوند:
- BIAS و DAFA
- موزه کابل افغانستان و موزه گیمه فرانسه

زمان حفاری:
- ۱۹۵۱ الی ۱۹۵۸ توسط تیم حفاری کاسال و MAI.[۱۵]

### آثار بدست آمده سطح چهارم در موزه گیمه فرانسه

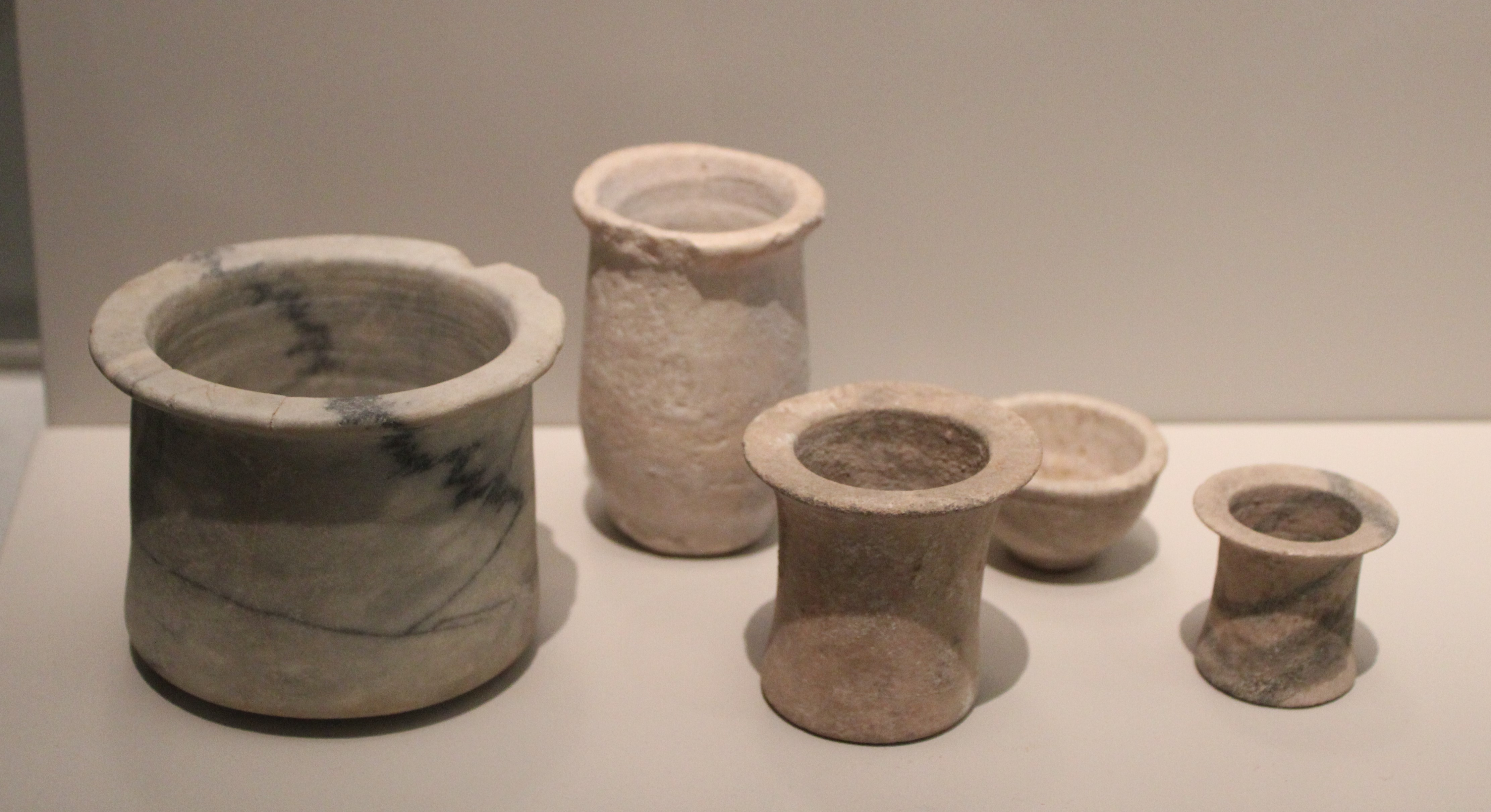
کوزه‌های سنگی
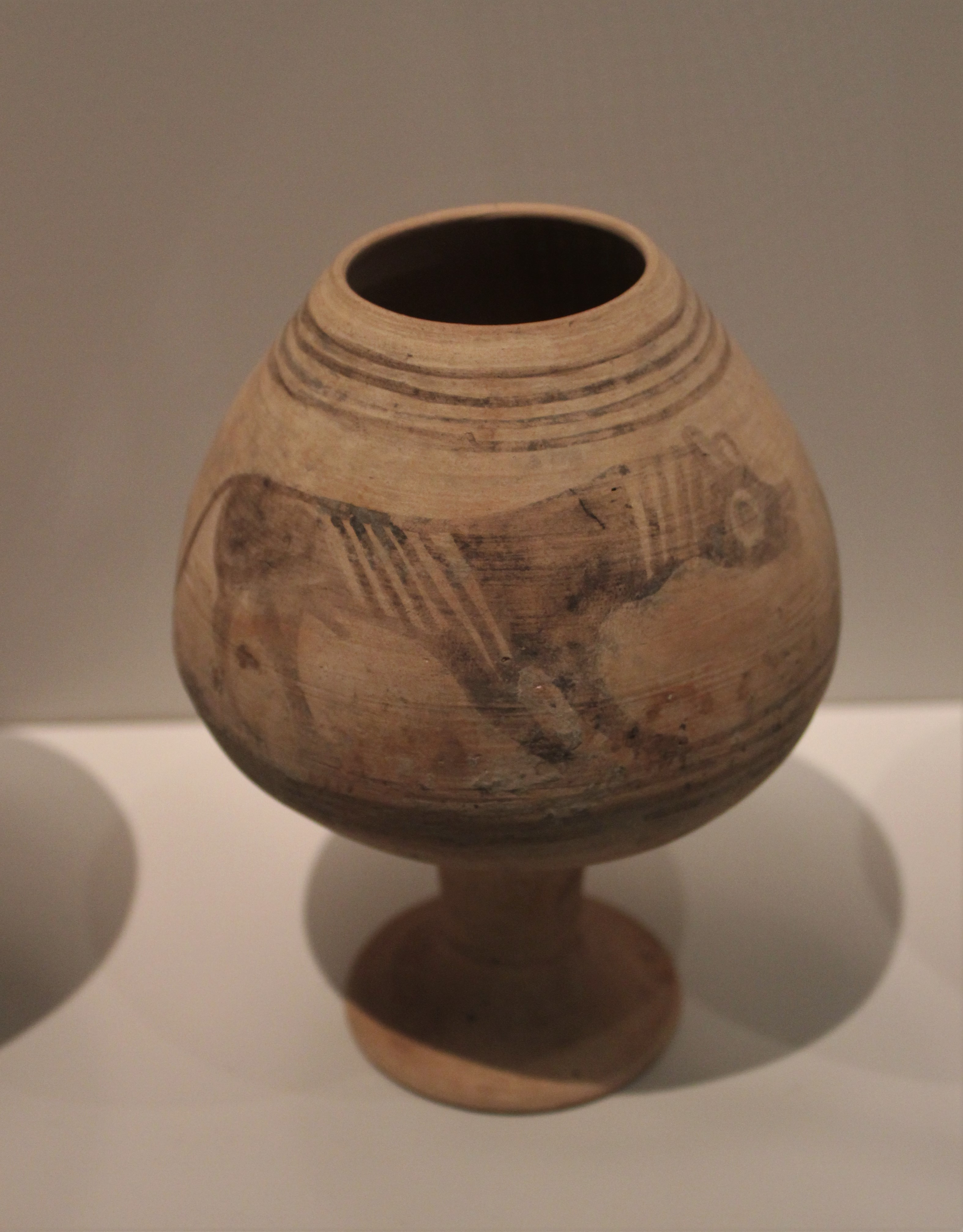
لیوان‌های سفالی
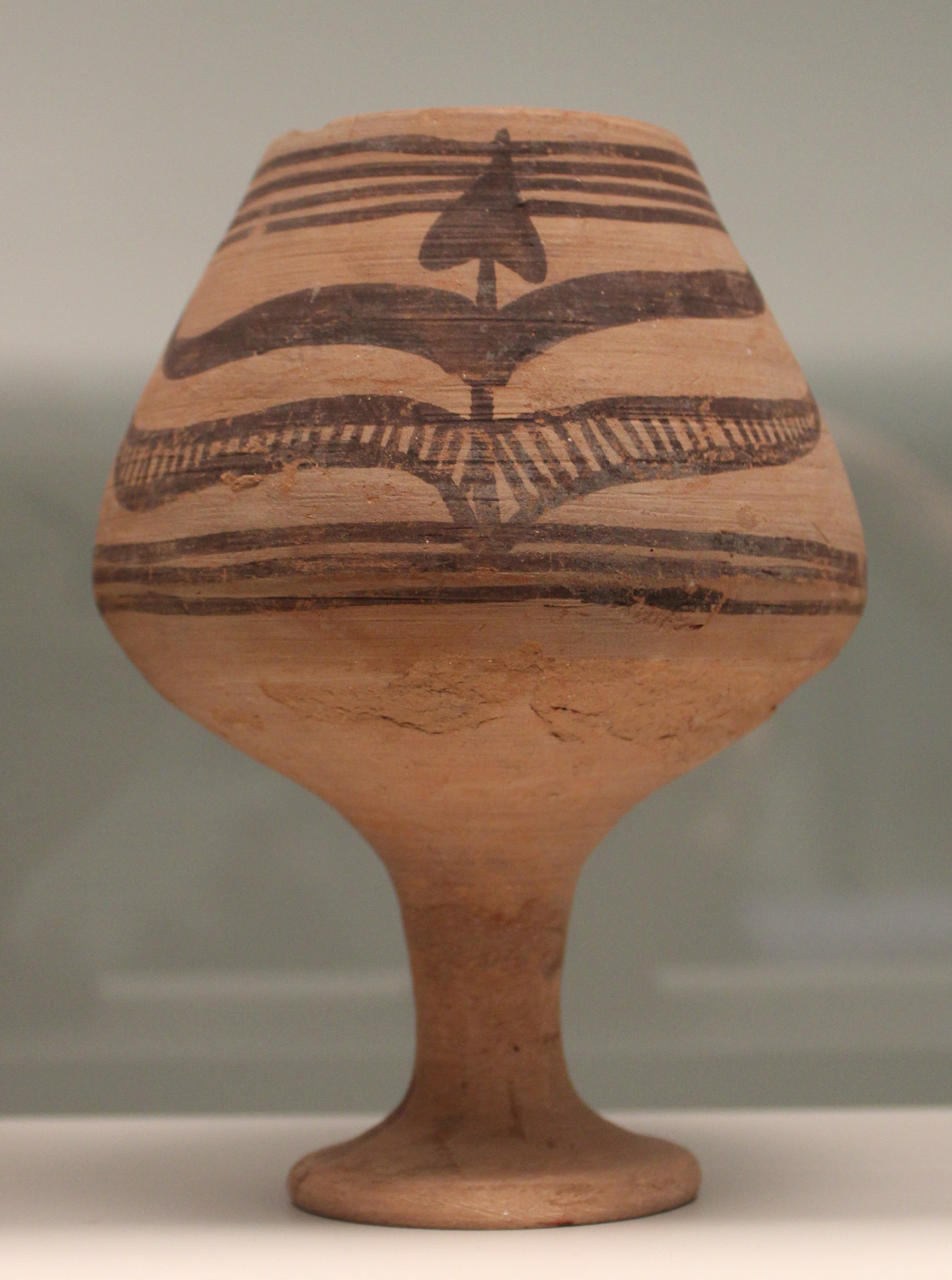
ظروف سفالی
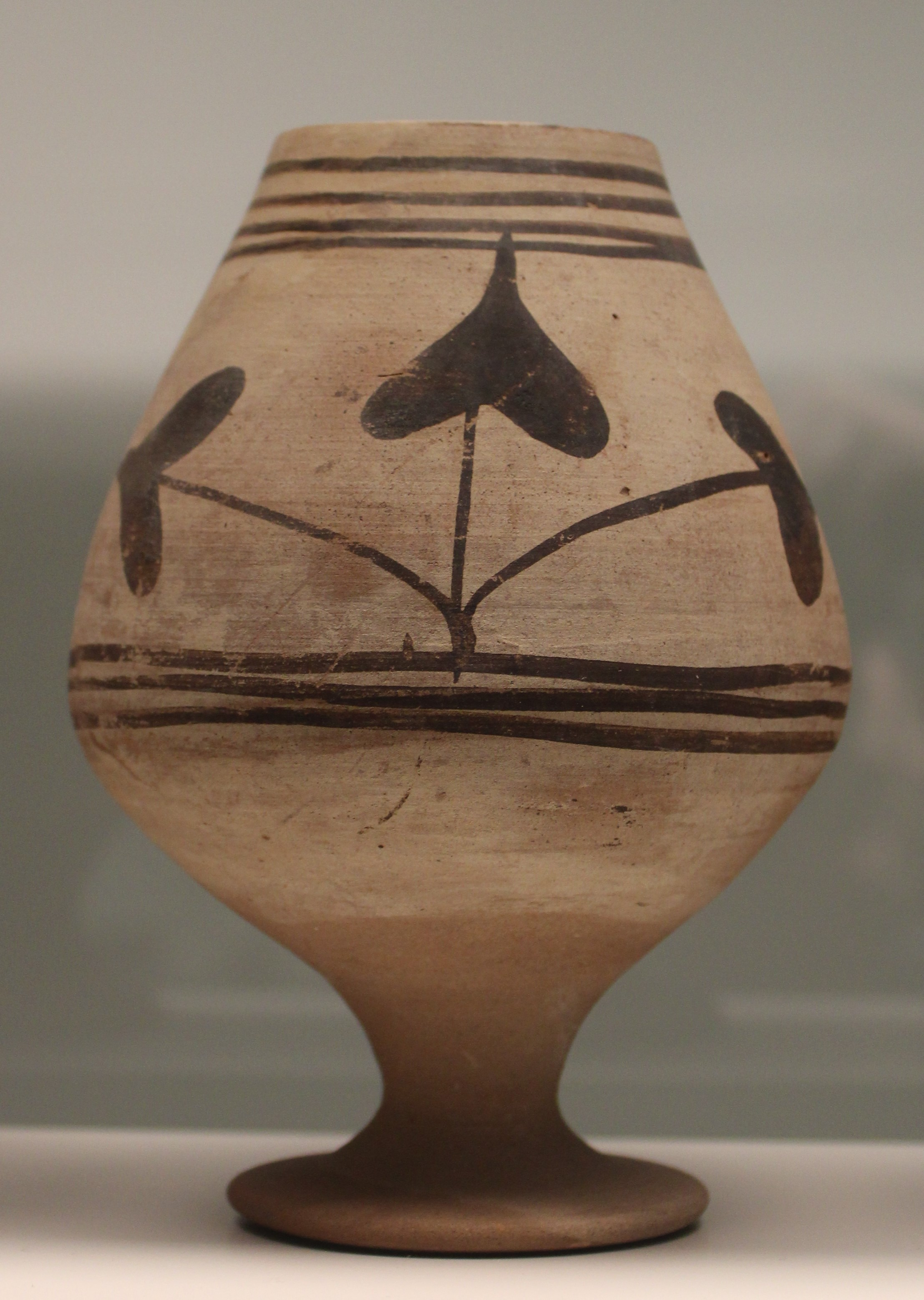
دیگر نوع ظروف
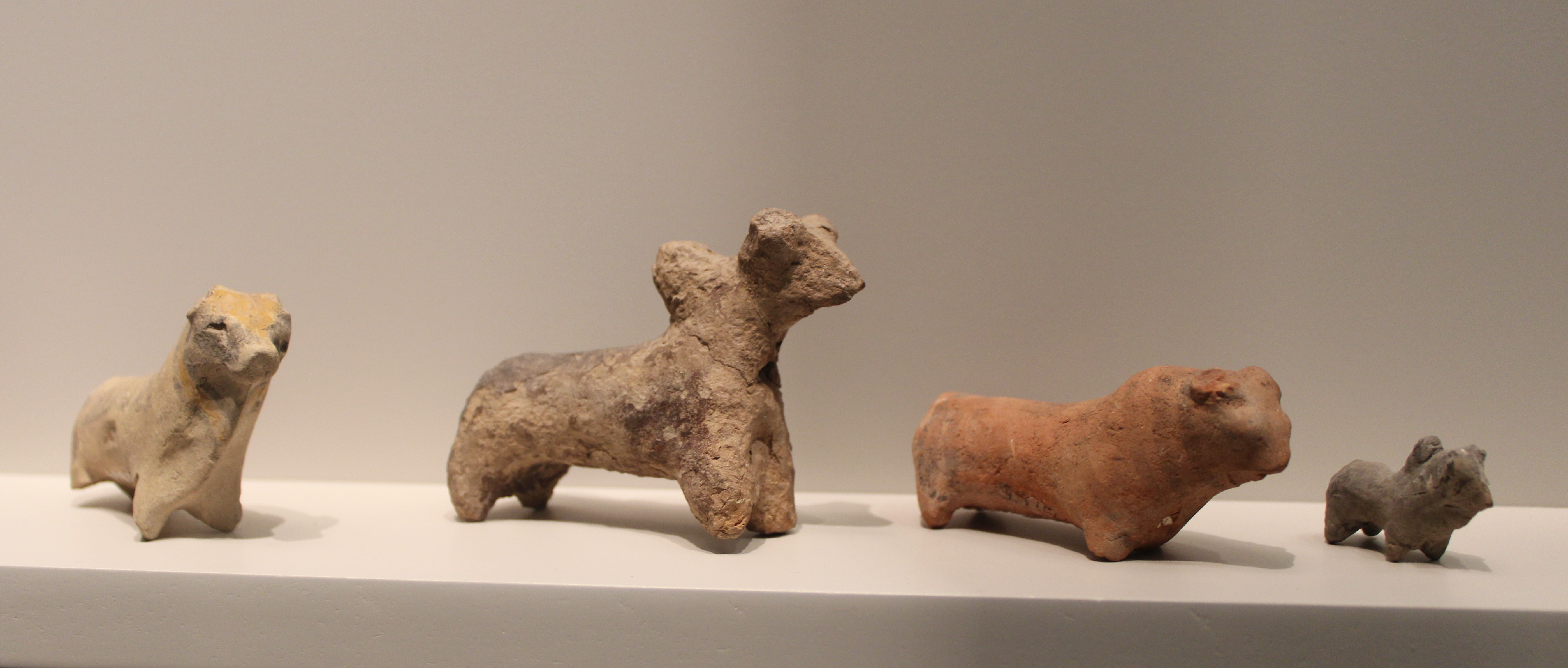
تندیس‌های حیوانات
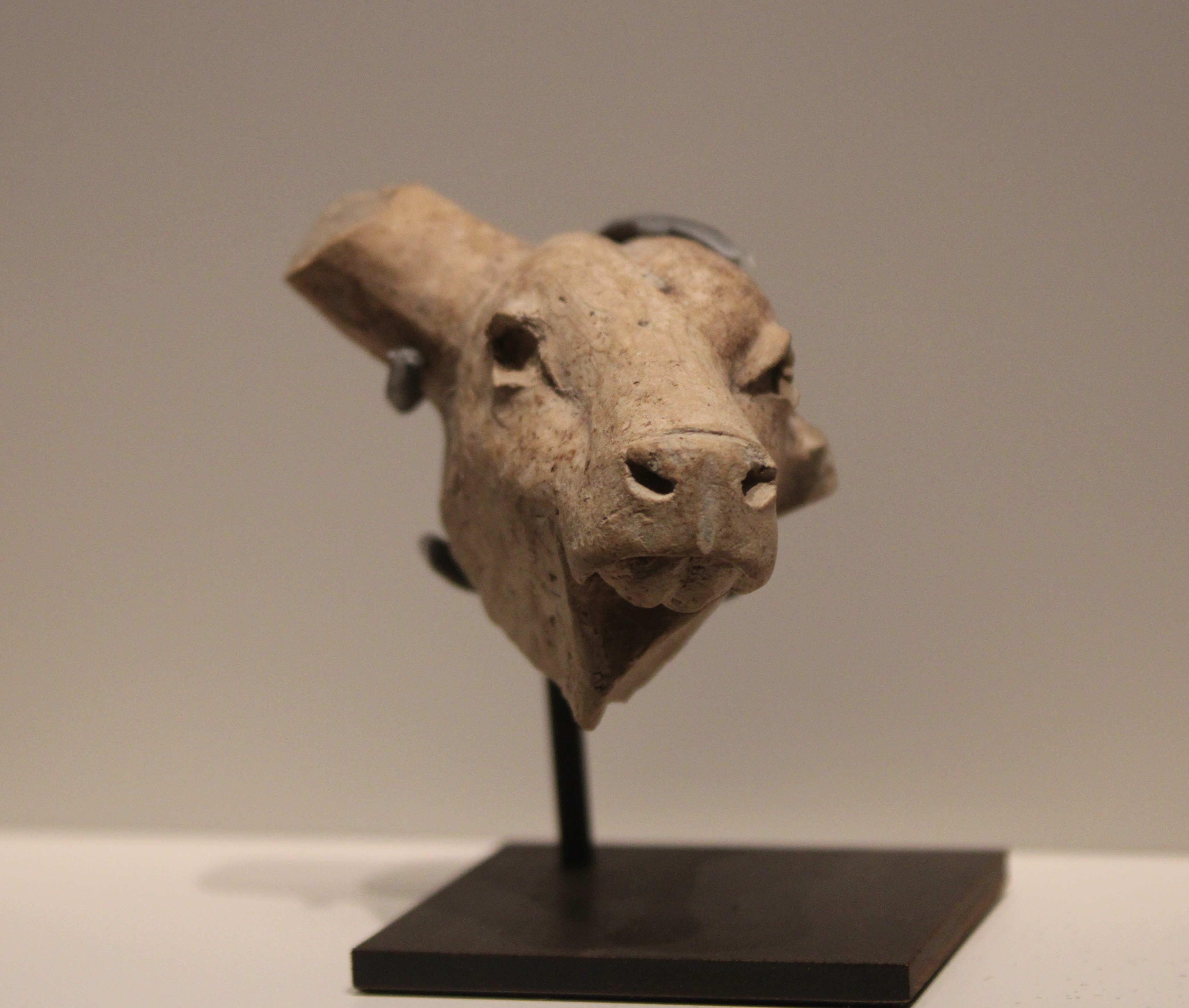
سر گاو
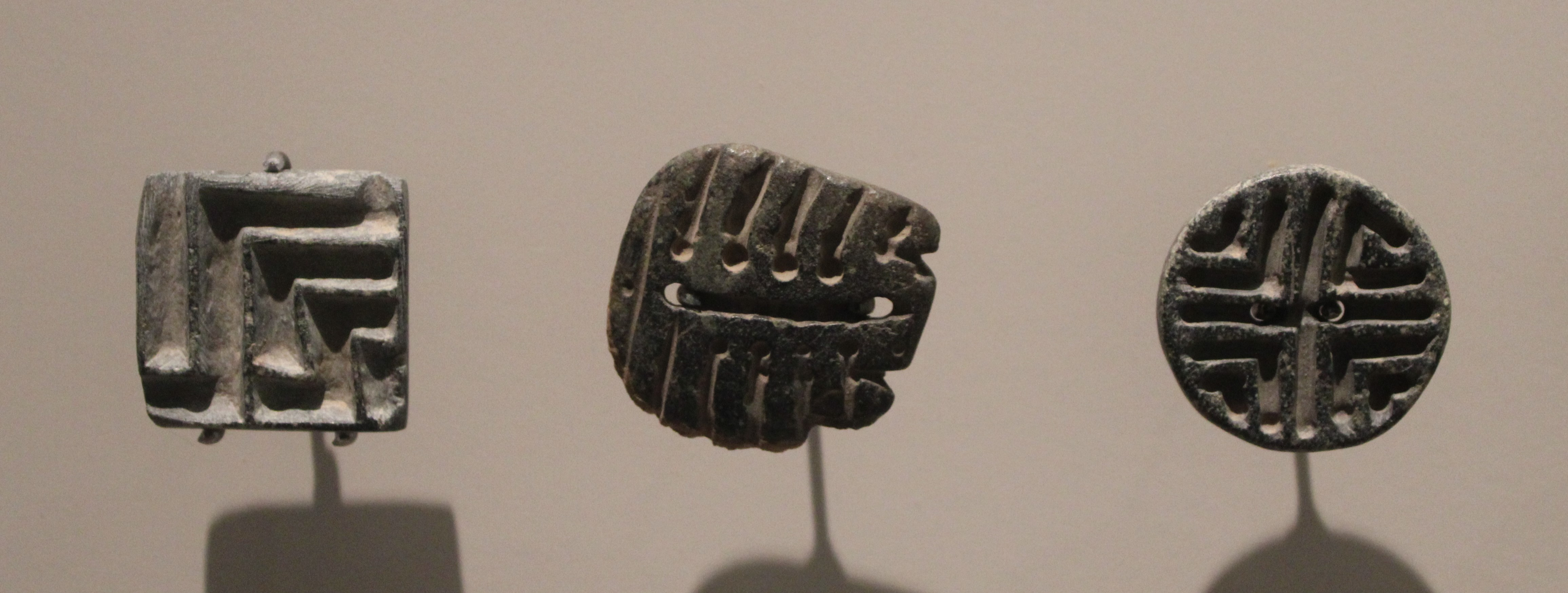
مهرها و نشان ها